# Zona Bananera
Zona Bananera é um município da Colômbia, localizado no departamento de Magdalena.